# The Face Thailand
The Face Thailand è un reality show thailandese in onda settimanalmente su Channel 3, adattamento del programma americano The Face.
Nel 2017 ne è stato prodotto anche uno spin-off al maschile, The Face Men Thailand, sempre in onda su Channel 3.

## Conduttore and Mentori
| Maestro Mentori e Maestra Mentori | Stagione | Stagione | Stagione | Stagione | Stagione | Stagione |  |
| Maestro Mentori e Maestra Mentori | 1        | 2        | 3        | 4        | 5        | 6        |  |
| --------------------------------- | -------- | -------- | -------- | -------- | -------- | -------- |  |
| Art Arya                          |          |          |          |          | ✔        |          |  |
| Moo Asava                         |          |          |          |          | ✔        |          |  |
| Sabina Meisinger                  |          |          |          |          | ✔        |          |  |
| Anne Thongprasom                  |          |          |          |          |          | ✔        |  |
| Mentori                           | Stagione | Stagione | Stagione | Stagione | Stagione | Stagione |  |
| Mentori                           | 1        | 2        | 3        | 4        | 5        | 6        |  |
| Lukkade Metinee                   | ✔        | ✔        | ✔        | ✔        |          |          |  |
| Ploy Chermarn                     | ✔        |          |          | ✔        |          |          |  |
| Ying Rhatha                       | ✔        |          |          |          |          |          |  |
| Bee Namthip                       |          | ✔        | ✔        | ✔        |          |          |  |
| Cris Horwang                      |          | ✔        | ✔        | ✔        |          |          |  |
| Marsha Vadhanapanich              |          |          | ✔        |          |          |          |  |
| Sonia Couling                     |          |          |          | ✔        |          |          |  |
| Sririta Jensen                    |          |          |          | ✔        |          |          |  |
| Maria Poonlertlarp                |          |          |          |          | ✔        | ✔        |  |
| Toni Rakkaen                      |          |          |          |          | ✔        |          |  |
| Gina Virahya                      |          |          |          |          | ✔        |          |  |
| Bank Anusith                      |          |          |          |          | ✔        |          |  |
| Anntonia Porsild                  |          |          |          |          |          | ✔        |  |
| Pancake Khemanit                  |          |          |          |          |          | ✔        |  |
| Conduttore                        | Stagione | Stagione | Stagione | Stagione | Stagione | Stagione |  |
| Conduttore                        | 1        | 2        | 3        | 4        | 5        | 6        |  |
| Utt Asda                          | ✔        |          |          |          |          |          |  |
| Khun Chanon                       |          | ✔        | ✔        | ✔        |          |          |  |
| Antoine Pinto                     |          |          |          |          | ✔        |          |  |
| Ston Tantraporn                   |          |          |          |          |          | ✔        |  |

     Lasciare
- Marsha Vadhanapanich lasciato ed è stata sostituita da Cris Horwang nell'episodio 8
- Ploy Chermarn lasciata nell'episodio 13

## Stagione
| Stagione | Prima visione    | Vincitore             | Secondi classificati                                                                                     | Altre concorrenti in ordine di eliminazione | Numeroconcorrenti |
| -------- | ---------------- | --------------------- | --- | --- | ----------------- |
| 1        | 4 ottobre 2014   | Sabina Meisinger      | Penny Lane Mila Poomdit                                                                                  | Jiksor Ubonratsamee, Pompam Rueangsilprasert, Jenny Akrasaevaya, Mei Rienrukwong, Park Jirajitmeechai, Ann Porsild, Hong Sirimat, Tarn Kunpiyawat, Belle Saibuapan May Thanamethpiya e Carissa Spingett, Sai Visuttipranee              | 15                |
| 2        | 17 ottobre 2015  | Ticha Chumma          | Gwang Ormsinnoppakul Gina Pattarachokchai                                                                | Looknam Kruythong, Namwan Wongtanatat, Jee Phisanphongchana, June Tongsumrit, Natto Pongkhan, Praew Naksuwan, Tiya Durmaz, Jazzy Chewter, Coco Suparurk Linly Thongkam e Jukkoo Klinchan, Maprang Arunchot                              | 15                |
| 3        | 4 febbraio 2017  | Grace Boonchompaisarn | Sky Hoerschler Fah Sawangkla Plengkwan Tongsaen                                                          | Boongkie Rakkhapan, Metploy Jenjobjing, Maya Goldman, Prim Lodsantia, Khaw Kaewmanee, Blossom Roongpetchrat, Hana Chancheaw, Julie Anderson, Tia Taveepanichpan Tubtim Labudomsakul e Mint Samainiyom                                   | 15                |
| 4        | 10 febbraio 2018 | Gina Pattarachokchai  | Dalan Chanavarasutthisiri Joseph Pirrera Tia Taveepanichpan Sky Hoerschler Prim Lodsantia Attila Gagnaux | Maprang Arunchot, Jukkoo Klinchan, Jazzy Chewter, Hana Chancheaw, Jenny Akrasaevaya, Hong Sirimat, Third Yoovichit Fah Sawangkla Niki Boontham Namwan Wongtanatat e Sai Visuttipranee                                                   | 18                |
| 5        | 23 febbraio 2019 | Candy Tansiri         | Zorzo Akarakijwattanakul Chompooh Prasanwan                                                              | Bill Sida Emmy Sawyer e Liam Samuels, Mimi Kattiya, Posie Samuels, Tan Khamwachirapitak, Top Tunjaroen Matthew May e Dream Suttiruk, Sia Okoye, Marcos Alexandre, Eve Lertpitaksinchai Minnie Siangwong e Greg de Bodt, Montra Tantawan | 18                |

     Squadra Lukkade (stagione 1–3)
     Squadra Ploy (stagione 1)
     Squadra Ying (stagione 1)
     Squadra Bee (stagione 2–3)
     Squadra Cris (stagione 2–3)
     Squadra Marsha (stagione 3)
     Squadra Lukkade e Cris (stagione 4)
     Squadra Bee e Rita (stagione 4)
     Squadra Ploy e Sonia (stagione 4)
     Squadra Toni  (stagione 5)
     Squadra Maria (stagione 5)
     Squadra Gina e Bank (stagione 5)